# Lambda Geminorum
Lambda Geminorum (54 Geminorum) é uma estrela na direção da constelação de Gemini. Possui uma ascensão reta de 07h 18m 05.61s e uma declinação de +16° 32′ 25.7″. Sua magnitude aparente é igual a 3.58. Considerando sua distância de 94 anos-luz em relação à Terra, sua magnitude absoluta é igual a 1.27. Pertence à classe espectral A3V....